# HD200467
HD200467 — хімічно пекулярна зоря спектрального класу A4, що має видиму зоряну величину в смузі V приблизно  8,6.
Вона  розташована на відстані близько 689,5 світлових років від Сонця.